# Eupithecia placidata
Eupithecia placidata är en fjärilsart som beskrevs av Taylor 1908. Eupithecia placidata ingår i släktet Eupithecia och familjen mätare. Inga underarter finns listade i Catalogue of Life.